# Armored Fist 3
Armored Fist 3 là tựa game mô phỏng xe tăng do hãng NovaLogic đồng phát triển và phát hành vào năm 1999.

## Lối chơi
Armored Fist 3 sử dụng voxel (điểm ảnh ba chiều), pixel thể tích, cho đồ hoạ trong game, giống như các tựa game khác của NovaLogic như dòng Delta Force và Comanche. Trò chơi chứa hơn 50 nhiệm vụ kết nối đồng bộ, và một công cụ chỉnh sửa màn chơi trong game cho phép người chơi tạo ra vô số màn chơi nhiệm vụ và chia sẻ chúng qua Internet. Mục chơi mạng của game hỗ trợ tới 32 người chơi qua LAN, Modem hay NovaWorld, với các chế độ rất quen thuộc như Deathmatch, Capture Flag, v.v... Đặc biệt công nghệ Voice-Over-Net cho phép người chơi liên lạc với xe tăng đồng minh bằng tiếng nói, đây là một nét cải tiến đáng kể so với các game khác cùng thể loại. Người chơi không cần phải ngồi lần mò gõ từng chữ trên bàn phím đồng thời mắt vẫn dán vào màn hình để đề phòng đối phương.
Để điều khiển những chiếc xe tăng xung phong ra chiến trường, người chơi cần phải khéo léo vừa né đạn của quân thù vừa tránh cán phải lực lượng bộ binh đang chạy bên cạnh. Nếu cảm thấy công việc chỉ huy quá khó khăn, người chơi có thể chọn công việc đơn giản hơn như lái xe hay đơn thuần chỉ là nhắm thẳng quân thù mà bắn. Người chơi có thể chuyển đổi giữa các vị trí trong đội lái. Vũ khí trong trò chơi rất đa dạng và thực tế, mỗi loại xe có một số loại đạn riêng, nhưng thông dụng nhất vẫn là đầu đạn tầm nhiệt, tên lửa Sabot, v.v... và chọn đúng loại đạn là phần việc của người chơi. Nếu người chơi muốn một trận quyết chiến với địch thì hãy chọn xe hạng nặng và đạn tầm nhiệt hay Sabot. Nếu muốn kiếm điểm thì hãy chọn xe nào có tốc độ cao và súng loại vừa để khi xung trận người chơi có thể xông lên phía trước mà lùa bộ binh địch.
Một ưu điểm nữa của Armored Fist 3 là mức thông minh của AI đã được cải tiến rất nhiều so với các phiên bản trước. Máy giờ đây rất thông minh, mỗi khi người chơi thay đổi chiến thuật thì ngay lập tức chúng sẽ có những biện pháp để chống lại, do vậy người chơi khó có thể tìm được một điểm yếu cụ thể để rồi cứ dựa vào đó mà đánh bại địch như một game khác cùng thể loại; đây cũng là điểm giúp cho các gamer tránh khỏi cảm giác nhàm chán mỗi khi đến với trò chơi này.

### Các loại vũ khí
Người chơi được trang bị những loại vũ khí đi kèm cỗ chiến xa của mình như sau:
- 120mm Cannon – Vũ khí chính trong game.
- Sabot Cannon Round – Đạn chống tăng hạng nặng chuyên dụng. Với công nghệ APFSDS (Armor Piercing Fin Stabilized Discarding Sabot), Sabot có thể tiêu diệt bất cứ loại chiến xa nào chỉ với một phát bắn.
- Heat Cannon Round – Loại đạn thích hợp dùng để tiêu diệt các công trình, lô cốt và xe bọc thép của địch.
- MPAT Cannon Round – Tên lửa tầm nhiệt dùng để tiêu diệt trực thăng. Khi tới gần đối phương nó sẽ tự phát nổ và gây thiệt hại đáng kể.
- STAFF Cannon – Khi được phóng lên một độ cao thích hợp sẽ phát nổ trên không và vỡ ra thành nhiều mảnh rồi rơi xuống gây thiệt hại cho các đơn vị trên mặt đất.

## Đón nhận
Trò chơi đã nhận được những lời đánh giá trái chiều. GameSpot chấm cho game số điểm 5.6/10, nói rằng "Là một trò chơi đơn, nó đã lỗi thời, và với tư cách là một trò chơi nhiều người chơi, nó thiếu vắng sự đa dạng để cung cấp thú tiêu khiển lâu dài." Ngoài ra, GameSpot, cùng với CNN Tech, cảm thấy trò chơi đã làm quá ít để cải thiện hoặc thay đổi lối chơi từ Armored Fist 2. IGN đã ca ngợi Novalogic vì "đứng giữa lằn ranh khó khăn giữa mô phỏng và hành động", nhưng chỉ trích việc sử dụng đồ họa voxel.
Allgame đã tích cực hơn hầu hết các bài đánh giá, ca ngợi việc game sử dụng đồ hoạ và âm thanh để tạo ra một trải nghiệm liên quan, cho biết "Tôi đã rất ngạc nhiên trước độ chi tiết của môi trường 3D, sử dụng màu sắc, và nhiều góc quay camera sẵn có. Bạn thực sự có cảm giác như mình đang ở bên trong một chiếc xe tăng vậy. Tôi thích nó. Đồ họa giống y như thật, âm thanh thậm chí còn tốt hơn. Tiếng gầm rú của động cơ, tiếng kim loại va vào nhau khi đang nạp tên lửa, và tiếng tru tréo của tháp pháo kết hợp một bộ nhạc nền tuyệt vời. Đồ họa tốt có thể tạo ra kiểu mô phỏng tốt, nhưng âm thanh tốt sẽ giúp nó trở nên hoàn thiện hơn."